# Natação nos Jogos Olímpicos de Verão de 2016 - 100 m costas feminino
A competição dos 100 metros costas feminino da natação nos Jogos Olímpicos de Verão de 2016 foi disputada nos dias 7 e 8 de agosto no Estádio Aquático Olímpico.

## Medalhistas
| Ouro   | HUN Katinka Hosszú             |
| Prata  | USA Kathleen Baker             |
| Bronze | CAN Kylie Masse CHN Fu Yuanhui |

## Recordes
Antes desta competição, os recordes mundiais e olímpicos da prova eram os seguintes:
| Tipo | Atleta          | Tempo | Local   | Data                |
| ---- | --------------- | ----- | ------- | ------------------- |
|      | Gemma Spofforth | 58.12 | Roma    | 28 de julho de 2009 |
|      | Emily Seebohm   | 58.23 | Londres | 29 de julho de 2012 |

## Resultados

### Eliminatórias
| Pos. | Elim. | Raia | Nadadora                | CON                          | Tempo   | Notas            |
| ---- | ----- | ---- | ----------------------- | ---------------------------- | ------- | ---------------- |
| 1    | 4     | 3    | Kathleen Baker          | USA Estados Unidos           | 58.84   | Q                |
| 2    | 5     | 4    | Emily Seebohm           | AUS Austrália                | 58.99   | Q                |
| 3    | 5     | 3    | Kylie Masse             | CAN Canadá                   | 59.07   | Q                |
| 4    | 4     | 4    | Mie Nielsen             | DEN Dinamarca                | 59.13   | Q                |
| 4    | 5     | 5    | Katinka Hosszú          | HUN Hungria                  | 59.13   | Q                |
| 6    | 3     | 5    | Olivia Smoliga          | USA Estados Unidos           | 59.60   | Q                |
| 7    | 4     | 6    | Georgia Davies          | GBR Grã-Bretanha             | 59.86   | Q                |
| 8    | 3     | 4    | Madison Wilson          | AUS Austrália                | 59.92   | Q                |
| 9    | 4     | 5    | Fu Yuanhui              | CHN China                    | 1:00.02 | Q                |
| 10   | 3     | 3    | Anastasia Fesikova      | RUS Rússia                   | 1:00.04 | Q                |
| 11   | 3     | 2    | Kirsty Coventry         | ZIM Zimbabwe                 | 1:00.13 | Q                |
| 12   | 5     | 2    | Dominique Bouchard      | CAN Canadá                   | 1:00.18 | Q                |
| 13   | 4     | 8    | Matea Samardžić         | CRO Croácia                  | 1:00.46 | Q                |
| 14   | 4     | 2    | Wang Xueer              | CHN China                    | 1:00.59 | Q                |
| 15   | 4     | 1    | Duane Da Rocha          | ESP Espanha                  | 1:00.87 | Q                |
| 16   | 3     | 7    | Eygló Ósk Gústafsdóttir | ISL Islândia                 | 1:00.89 | Q                |
| 17   | 3     | 8    | Simona Baumrtová        | CZE República Checa          | 1:01.08 |                  |
| 18   | 3     | 7    | Kira Toussaint          | NED Países Baixos            | 1:01.17 |                  |
| 19   | 2     | 5    | Claudia Lau             | HKG Hong Kong                | 1:01.27 |                  |
| 20   | 4     | 1    | Yekaterina Rudenko      | KAZ Cazaquistão              | 1:01.28 |                  |
| 21   | 2     | 4    | Alicja Tchórz           | POL Polônia                  | 1:01.31 |                  |
| 22   | 4     | 7    | Katarína Listopadová    | SVK Eslováquia               | 1:01.43 |                  |
| 23   | 3     | 6    | Daria Ustinova          | RUS Rússia                   | 1:01.45 |                  |
| 24   | 3     | 1    | Mimosa Jallow           | FIN Finlândia                | 1:01.58 |                  |
| 25   | 5     | 6    | Etiene Medeiros         | BRA Brasil                   | 1:01.70 |                  |
| 26   | 3     | 2    | Natsumi Sakai           | JPN Japão                    | 1:01.74 |                  |
| 27   | 2     | 3    | Alexus Laird            | SEY Seicheles                | 1:03.33 |                  |
| 28   | 2     | 2    | Kimiko Raheem           | SRI Sri Lanka                | 1:04.21 |                  |
| 29   | 2     | 6    | Lara Butler             | CAY Ilhas Cayman             | 1:04.98 | Recorde nacional |
| 30   | 2     | 1    | Caylee Watson           | ISV Ilhas Virgens Americanas | 1:07.19 | Recorde nacional |
| 31   | 1     | 4    | Gaurika Singh           | NEP Nepal                    | 1:08.45 |                  |
| 32   | 1     | 5    | Evelina Afoa            | SAM Samoa                    | 1:08.74 |                  |
| 33   | 2     | 7    | Talisa Lanoe            | KEN Quênia                   | 1:10.02 |                  |
| 34   | 1     | 3    | Rita Zeqiri             | KOS Kosovo                   | 1:12.31 | Recorde nacional |

### Semifinais

#### Semifinal 1
| Pos. | Raia | Nadadora                | CON                | Tempo   | Notas |
| ---- | ---- | ----------------------- | ------------------ | ------- | ----- |
| 1    | 6    | Madison Wilson          | AUS Austrália      | 59.03   | Q     |
| 2    | 5    | Mie Nielsen             | DEN Dinamarca      | 59.18   | Q     |
| 3    | 4    | Emily Seebohm           | AUS Austrália      | 59.32   | Q     |
| 4    | 3    | Olivia Smoliga          | USA Estados Unidos | 59.35   | Q     |
| 5    | 2    | Anastasia Fesikova      | RUS Rússia         | 59.68   |       |
| 6    | 7    | Dominique Bouchard      | CAN Canadá         | 1:00.54 |       |
| 7    | 8    | Eygló Ósk Gústafsdóttir | ISL Islândia       | 1:00.65 |       |
| 8    | 1    | Wang Xueer              | CHN China          | 1:01.44 |       |

#### Semifinal 2
| Pos. | Raia | Nadadora        | CON                | Tempo   | Notas |
| ---- | ---- | --------------- | ------------------ | ------- | ----- |
| 1    | 4    | Kathleen Baker  | USA Estados Unidos | 58.84   | Q     |
| 2    | 3    | Katinka Hosszú  | HUN Hungria        | 58.94   | Q     |
| 3    | 2    | Fu Yuanhui      | CHN China          | 58.95   | Q     |
| 4    | 5    | Kylie Masse     | CAN Canadá         | 59.06   | Q,    |
| 5    | 6    | Georgia Davies  | GBR Grã-Bretanha   | 59.85   |       |
| 6    | 7    | Kirsty Coventry | ZIM Zimbabwe       | 1:00.26 |       |
| 7    | 1    | Matea Samardžić | CRO Croácia        | 1:00.60 |       |
| 8    | 8    | Duane Da Rocha  | ESP Espanha        | 1:00.85 |       |

### Final
| Pos.              | Raia | Nadadora       | CON                | Tempo | Notas            |
| ----------------- | ---- | -------------- | ------------------ | ----- | ---------------- |
| Medalha de ouro   | 5    | Katinka Hosszú | HUN Hungria        | 58.45 | Recorde nacional |
| Medalha de prata  | 4    | Kathleen Baker | USA Estados Unidos | 58.75 |                  |
| Medalha de bronze | 2    | Kylie Masse    | CAN Canadá         | 58.76 | Recorde nacional |
| Medalha de bronze | 3    | Fu Yuanhui     | CHN China          | 58.76 | Recorde nacional |
| 5                 | 7    | Mie Nielsen    | DEN Dinamarca      | 58.80 |                  |
| 6                 | 8    | Olivia Smoliga | USA Estados Unidos | 58.95 |                  |
| 7                 | 1    | Emily Seebohm  | AUS Austrália      | 59.19 |                  |
| 8                 | 6    | Madison Wilson | AUS Austrália      | 59.23 |                  |

Legenda
| Recorde mundial      | Recorde mundial (World record)               |                       | Recorde africano                      | Recorde africano (African) |                                           | Q | Classificado por posição (Qualified) |
| Recorde olímpico     | Recorde olímpico (Olympic record)            | Recorde da América    | Recorde da América (Americas)         | q                          | Classificado por melhor tempo (Qualified) |   |                                      |
| Melhor marca do ano  | Melhor marca do ano (World leading)          | Recorde asiático      | Recorde asiático (Asian)              | DNS                        | Não largou (Did not start)                |   |                                      |
| Recorde nacional     | Recorde nacional (National record)           | Recorde europeu       | Recorde europeu (European)            | DNF                        | Não terminou (Did not finish)             |   |                                      |
| Recorde pessoal      | Recorde pessoal do atleta (Personal best)    | Recorde da Oceania    | Recorde da Oceania (Oceania)          | DSQ / DQ                   | Desclassificado (Disqualified)            |   |                                      |
| Recorde da temporada | Recorde da temporada do atleta (Season best) | Recorde sul-americano | Recorde sul-americano (South America) | NM                         | Sem marca (No mark)                       |   |                                      |